# Zigor Aranalde
Zigor Aranalde Sarasola (Ibarra, Guipúzcoa, 28 de febrero de 1973) es un futbolista español retirado, que se desempeñaba como defensa.
Actualmente es segundo entrenador del Valencia Club de Futbol. Fue para el Watford donde le recluto Javi Gracia, gracias a su conocimiento de la cultura y lengua inglesa, ya que como futbolista estuvo en dicho país. Su anterior experiencia de entrenador fue en la temporada 2011-12 en el Albacete, club donde jugó, con Antonio Gómez de entrenador. 
Estando en el Hernani de Tercera División le llegó la oportunidad del futbol profesional de la mano de SD Eibar, en aquellas épocas en Segunda División. se tuvo que decidir entre el futbol y la  bertsolaritza y se decanto por lo primero.
Gran amante de la lectura de Garcilaso de la Vega y de la Micología.
Klkl

## Clubes
| Club                          | País       | Año         |
| ----------------------------- | ---------- | ----------- |
| Club Deportivo Hernani        | España     | 1991 - 1992 |
| SD Eibar                      | España     | 1992 - 1994 |
| Atlético Marbella             | España     | 1994 - 1996 |
| Sevilla FC                    | España     | 1996 - 1997 |
| Albacete Balompié             | España     | 1997 - 1999 |
| CD Logroñés                   | España     | 1999 - 2000 |
| Walsall FC                    | Inglaterra | 2000 - 2005 |
| Sheffield Wednesday           | Inglaterra | 2005        |
| Carlisle United Football Club | Inglaterra | 2005-2008   |
| UD Almansa                    | España     | 2008 - 2009 |
| La Gineta CF                  | España     | 2009 - 2010 |